# بني درور
بني درور ((بالعبرية: בְּנֵי דְּרוֹר‏)، حرفياً أبناء الحرية) هو موشاف شيتوفي يقع وسط إسرائيل بالقرب من نتانيا ويغطي مساحة 3,200 دونم، ويقع ضِمن نطاق مجلس ليف هشارون الإقليمي. في 2019، بلغ عدد سكانه 1,171.

## التاريخ
تأسست القرية في 12 مايو 1946 على يد جنود تم تسريحهم من الجيش البريطاني قاتلوا في شمال أفريقيا وإيطاليا خلال الحرب العالمية الثانية وخطرت ببالهم فكرة إنشاء موشاف لأول مرة في عام 1941. يرمز اسم القرية إلى رغبة المؤسسين في أن يعيشوا حياة حرة.
عند تأسيس بني درور، واجه السكان تحديات شائعة في المستوطنات الزراعية الجديدة، منها الحاجة إلى استصلاح الأراضي، وإقامة البنية التحتية، وبناء مجتمع متماسك من الصفر. في البداية، اعتمد السكان بشكل أساسي على الزراعة، ثم توسعوا إلى الأنشطة الصناعية مثل إنتاج الأثاث والنظارات الشمسية والتغليف. ومع مرور السنوات، تطور الموشاف ليشمل مركزًا تجاريًا ومدرسة إقليمية ومنزلًا لكبار السن، مما وفر فرص عمل وخدمات متنوعة تسهم في تحقيق رؤية المؤسسين لبناء مجتمع مستدام ومزدهر.أثاث

## وصلات خارجية
- Village website باللغة العبرية